# Dichlone
Le dichlone est un fongicide.